# Fidra
Fidra (archaicky Fidrey nebo Fetheray) je neobydlený ostrov v zálivu Firth of Forth, čtyři kilometry severozápadně od North Berwicku na východním pobřeží Skotska. Její název je možná severského původu a odkazuje na množství peří, která se zde nacházejí díky koloniím mořských ptáků. Ostrov je přírodní rezervací Royal Society for the Protection of Birds Scotland (Královské společnosti pro ochranu ptáků, RSPB).

## Geografie
Fidra je z geologického hlediska součástí čedičového prahu, který byl mezi okolní sedimentární horniny vtlačen vulkanickou činností asi před 335 miliony let. Fidra se skládá ze tří částí: kopce na severním konci s majákem, nízko položené části uprostřed, která je vlastně převlaka, a skalnatého pilíře (skaliska) na druhém konci. Ostrov je přístupný po primitivním molu na západní straně.
Na jihovýchod od Fidry se nachází město North Berwick, na jihozápad Gullane a na jihu přírodní rezervace Yellowcraigs a vesnice Dirleton.

## Historie
Na ostrově se nacházejí zříceniny staré kaple neboli lazaretu pro nemocné, která byla v roce 1165 zasvěcena svatému Mikuláši. Ve 12. století byl ostrov součástí baronství Dirleton, které anglo-normanský král David I. udělil Janu de Vaux. Rod de Vaux na ostrově vybudoval pevnost známou jako hrad Tarbet, ale v roce 1220 daroval Vilém de Vaux Fidru mnichům z opatství Dryburgh v Borders. Jeho nástupce postavil jako náhradní sídlo hrad Dirleton na pevnině.

## Příroda
Počet hnízdících papuchalků, kteří se usadili na ostrově po roce 1960, v poslední době vzrostl v důsledku odstranění zavlečené rostliny, slézu stromového (Lavatera arborea). Je pravděpodobné, že byl vysazen strážci majáku, kteří jej používali pro jeho léčivé vlastnosti a jako náhradu za toaletní papír. Keř blokoval vstupy do chovných nor (hnízdiště) a v roce 1996 počet obsazených nor klesl na přibližně 400. V roce 2007 byl zahájen projekt SOS Puffin, v té době už invazivní rostlina pokrýval téměř polovinu ostrova. Po odstranění keřů zaměstnanci RSPB Scotland a dobrovolníky se začala populace papuchalků zvětšovat. V roce 2016 a 2018 už bylo obsazeno přes 1 000 nor.
Na ostrově stojí maják Fidra a jsou zde umístěny kamery, které umožňují návštěvníkům Skotského centra mořských ptáků v North Berwicku (Scottish Seabird Centre in North Berwick) pozorovat Fidru v reálném čase.

## Kulturní odkazy
Skotský spisovatel Robert Louis Stevenson často navštěvoval pláže v oblasti známé dnes jako Yellowcraig a říká se, že podle tvaru Fidry vytvořil mapu Ostrova pokladů. (Toto tvrzení se týká i ostrova Unst na Shetlandách). Fidru zmínil také ve svém románu Katriona (Catriona). Podle ostrova je pojmenováno nakladatelství Fidra Books, které používá obrys Fidry jako součást svého loga. O Fidře se krátce zmiňuje i progresivní rocková skupina Marillion v písni Warm Wet Circles, která obsahuje verš "She nervously undressed in the dancing beams of the Fidra Lighthouse" „Nervózně se svlékla v tančících paprscích majáku Fidra“), přičemž nedaleké pobřeží je zřejmě známým místem námluv.